# Oster (Stadt)
Oster (ukrainisch Остер; russisch Остёр Ostjor) ist eine Stadt im Südwesten der ukrainischen Oblast Tschernihiw mit etwa 6100 Einwohnern.

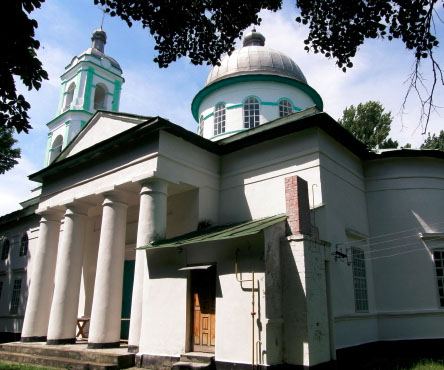
Auferstehungskirche in Oster

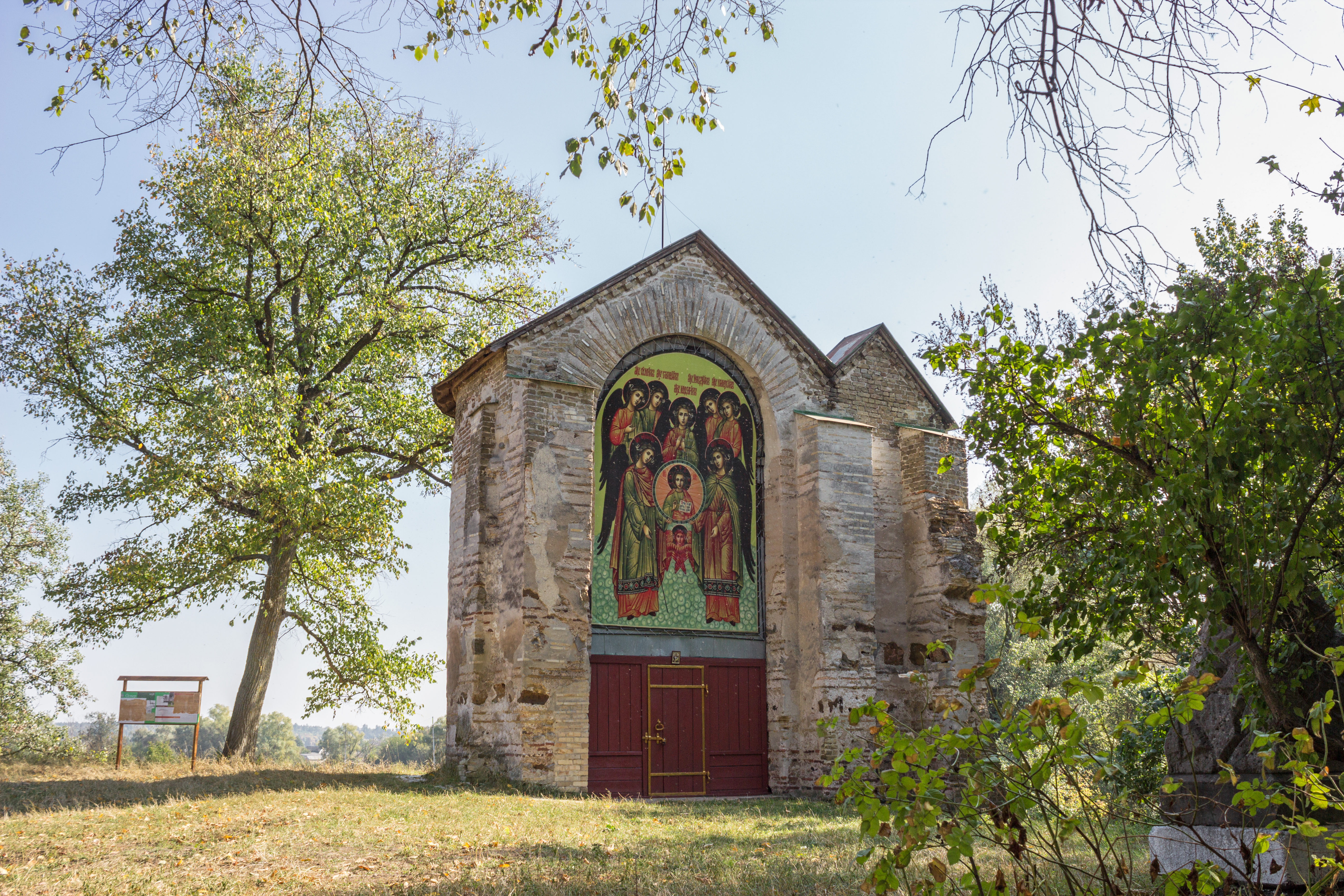
Sankt-Michael-Kirche in Oster Architekturdenkmal aus dem 11. Jahrhundert

## Geografie
Die Stadt liegt auf 111 m Höhe an der Mündung des Flusses Oster in den Fluss Desna 18 km westlich vom ehemaligen Rajonzentrum Koselez, 85 km südlich vom Oblastzentrum Tschernihiw und 75 km nördlich der ukrainischen Hauptstadt Kiew.
In Oster kreuzt sich die Territorialstraße T–10–08 mit der T–25–35, die hier über die Desna führt.

## Geschichte
Oster wurde 1098 von Wladimir Monomach als Festung der Kiewer Rus gegründet. 1152 wurde die Festung zerstört und 1195 wieder aufgebaut. 1240 wurde die Ortschaft von mongolischen Horden im Zuge der Mongolischen Invasion der Rus abermals zerstört. Anfang des 14. Jahrhunderts entstand erneut eine Siedlung, die 1356 unter die Kontrolle des litauischen Fürstentums fiel. 1662 erhielt Ostro das Magdeburger Stadtrecht. 1782 wurde Oster  Kreisstadt der Provinz Kiew und 1803 Kreisstadt im Gouvernement Tschernigow. 1861 gab es in der Stadt 498 Haushalte mit insgesamt 4846 Einwohnern.

## Verwaltungsgliederung
Am 8. Juli 2016 wurde die Stadt zum Zentrum der neugegründeten Stadtgemeinde Oster (Остерська міська громада/Osterska miska hromada). Zu dieser zählten auch die 13 in der untenstehenden Tabelle aufgelisteten Dörfer, bis dahin bildete sie zusammen mit den Dörfern Beremyzke, Ljubetschanyniw und Poliske die gleichnamige Stadtratsgemeinde Oster (Остерська міська рада/Osterska miska rada) im westlichen Zentrum des Rajons Koselez.
Am 12. Juni 2020 kam noch die 8 Dörfer Babaryky, Jewmynka, Krechajiw, Koschany, Kotiw, Odynzi, Parchymiw und Wolewatschi zum Gemeindegebiet.
Am 17. Juli 2020 kam es im Zuge einer großen Rajonsreform zum Anschluss des Rajonsgebietes an den Rajon Tschernihiw.
Folgende Orte sind neben dem Hauptort Oster Teil der Gemeinde:
| Name                     | Name           | Name                             |
| ukrainisch transkribiert | ukrainisch     | russisch                         |
| ------------------------ | -------------- | -------------------------------- |
| Babaryky                 | Бабарики       | Бабарики (Babariki)              |
| Beremyzke                | Беремицьке     | Беремицкое (Beremizkoje)         |
| Bilyky                   | Білики         | Белики (Beliki)                  |
| Birky                    | Бірки          | Борки (Borki)                    |
| Deschky                  | Дешки          | Дешки (Deschki)                  |
| Jewmynka                 | Євминка        | Евминка (Jewminka)               |
| Koschany                 | Кошани         | Кошаны                           |
| Kotiw                    | Котів          | Котов (Kotow)                    |
| Krechajiw                | Крехаїв        | Крехаев (Krechajew)              |
| Kreni                    | Крені          | Крени                            |
| Ljubetschanyniw          | Любечанинів    | Любочанинов (Ljubotschaninow)    |
| Nabilske                 | Набільське     | Набельское (Nabelskoje)          |
| Odynzi                   | Одинці         | Одинцы (Odinzy)                  |
| Parchymiw                | Пархимів       | Пархимов (Parchimow)             |
| Poliske                  | Поліське       | Полесское (Podlesskoje)          |
| Romanky                  | Романьки       | Романьки (Romanki)               |
| Samsony                  | Самсони        | Самсоны (Samsony)                |
| Schukiwschtschyna        | Жуківщина      | Жуковщина (Schukowschtschina)    |
| Schylyn Mlynok           | Жилин Млинок   | Жилин Млынок (Schilin Mlynok)    |
| Tumanska Huta            | Туманська Гута | Туманская Гута (Tumanskaja Guta) |
| Wolewatschi              | Волевачі       | Волевачи                         |

### Einwohnerentwicklung
Quelle:1861, 1897–2017

## Söhne und Töchter der Stadt
- Mychajlo Ptucha (1884–1961), ukrainisch-sowjetischer Statistiker, Demograph und Ökonom
- Wladimir Betz (1834–1894), ukrainischer Anatom und Histologe